# リソグラフ

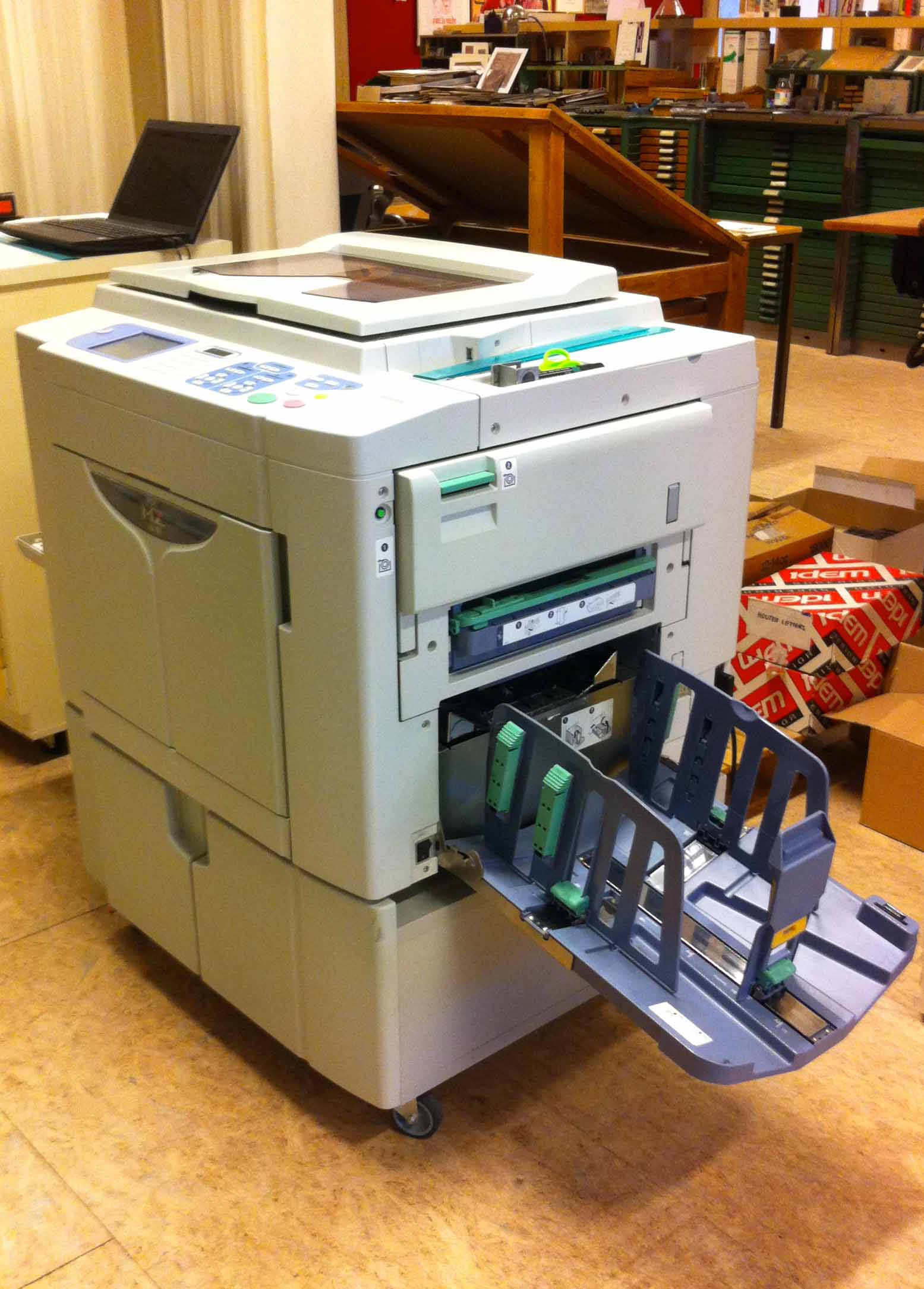
リソグラフMZ1070

リソグラフ（RISOGRAPH）は、理想科学工業が1980年（昭和55年）から販売している事務用のシルクスクリーン印刷機である。1986年以降の製品はデジタル孔版印刷機となっている。

## 概要
理想科学工業が事務用として開発したシルクスクリーン印刷機である。謄写版用のインクメーカーとして創業した理想科学工業は1960年代、謄写器「RISOグラフ」や謄写版用感熱製版機「RISOファックス」、RISOファックス用謄写版原紙「RISOマスター」を製造販売していたが、同年代末に陥った経営危機を打開しようと、製版と印刷の工程を同じ機構に収めることを主眼に家庭用の「プリントゴッコ」（1977年発売開始）とともに開発したものである。
事務用として1980年6月、印刷機と製版機が分かれた「リソグラフAP7200・FX7200」として発売を開始。1984年8月には当初の構想通りに印刷・製版を一体化した自動印刷機「リソグラフ007」を発売した。さらに1986年8月にはデジタル技術を導入した「リソグラフ007デジタル」を発売し、PPC複写機並みの操作性を実現した。のちには2色同時印刷や、複合機と同様にパソコンから直接出力して製版・印刷することも可能になった。